# Miniopterus newtoni
Miniopterus newtoni is een zoogdier uit de familie van de gladneuzen (Vespertilionidae). De wetenschappelijke naam van de soort werd voor het eerst geldig gepubliceerd door Bocage in 1889.